# Phrynetopsis loveni
Phrynetopsis loveni är en skalbaggsart som beskrevs av Aurivillius 1925. Phrynetopsis loveni ingår i släktet Phrynetopsis och familjen långhorningar.
Artens utbredningsområde är Kenya. Inga underarter finns listade i Catalogue of Life.